# Tymoteusz Lipiński

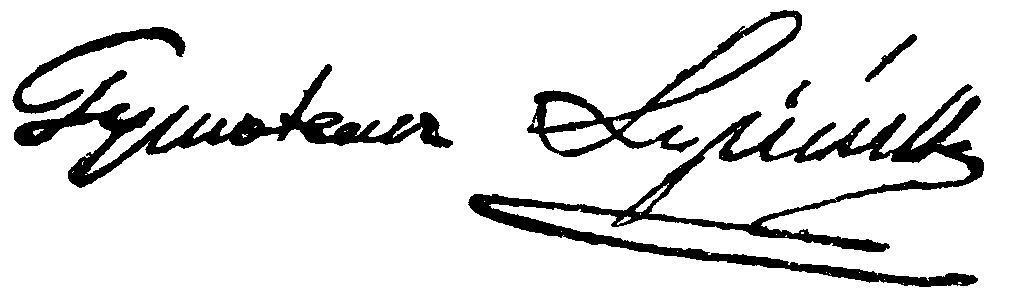

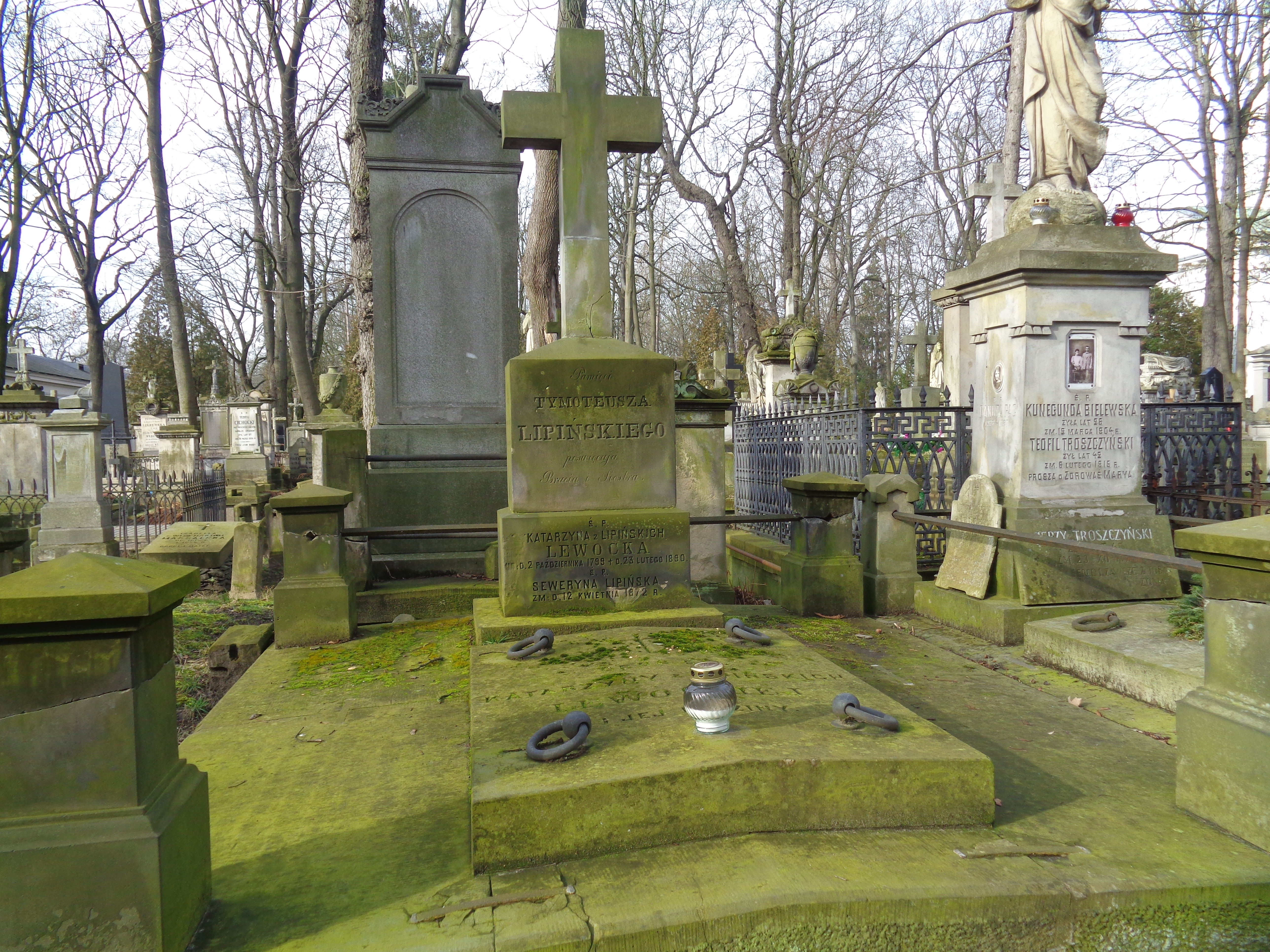
Grób Tymoteusza Lipińskiego na cmentarzu Powązkowskim

Tymoteusz Lipiński (ur. 24 stycznia 1797 we wsi Dereczyn koło Różany, zm. 7 września 1856 w Warszawie) – polski historyk starożytnik, archeolog.

## Życiorys
Po ukończeniu nauk w Uniwersytecie Warszawskim był od 1833 roku nauczycielem geografii i języka polskiego w szkołach warszawskich, aż do 1851 roku. Interesował się historią starożytną i historią Polski, wiele podróżował po kraju i zbierał wszelkie informacje z tym związane. Owocem tych badań jest pomnikowej wartości dzieło Starożytna Polska pod względem historycznym, geograficznym i statystycznym (3 tomy, w 4 częściach, Warszawa, 1843–1846), powstałe przy współpracy z Michałem Balińskim (udział Balińskiego ograniczył się do Litwy). Oprócz tego wydał jeszcze: Wiadomości historyczne, numizmatyczne, o koronacjach obrazów Matki Boskiej w dawnej Polsce (Warszawa, 1850); Opis powiatu Radomskiego (tamże, 1847). W rękopisach pozostawił: Życiorysy znakomitych Polaków w XVIII w. żyjących i Słownik, zawierający przysłowia, przypowieści, zdania i sposoby mówienia. Wiele artykułów i rozpraw umieszczał też w różnych czasopismach.
Jego stryjem był Józef Lipiński – polski pisarz, tłumacz, krytyk literacki i teatralny, siostrą Katarzyna Lewocka z Lipińskich – pisarka i pamiętnikarka, prowadziła w Warszawie salon literacki.
Pochowany na Starych Powązkach w Warszawie (kwatera 6-3-19/20).